# شعب الحمر (فرع العدين)

تعديل مصدري - تعديل

شعب الحمر محلة تابعة لقرية المنبر، التابعة لعزلة بني احمد والثلث بمديرية فرع العدين إحدى مديريات محافظة إب في الجمهورية اليمنية، بلغ تعداد سكانها 42 حسب تعداد اليمن لعام 2004.